# Odznaka Honorowa Zasłużonego dla Bezpieczeństwa w Górnictwie
Odznaka Honorowa Zasłużonego dla Bezpieczeństwa w Górnictwie – polskie odznaczenie resortowe, ustanowione 15 października 2013 rozporządzeniem Rady Ministrów, które jest zaszczytnym, honorowym wyróżnieniem za działania mające na celu poprawę stanu bezpieczeństwa w górnictwie.

## Zasady nadawania
Odznaka może być nadawana pracownikom:
- zakładów górniczych, podmiotów wykonujących w zakresie swojej działalności zawodowej czynności powierzone im w ruchu zakładu górniczego, podmiotów zawodowo trudniących się ratownictwem górniczym oraz innych jednostek ratownictwa górniczego, a także jednostek naukowych, organizacji zawodowych i społecznych oraz innych jednostek organizacyjnych działających w dziedzinie górnictwa,
- organów nadzoru górniczego oraz innych organów administracji państwowej nadzorujących działalność górniczą lub działających w dziedzinie górnictwa

– w uznaniu ich szczególnych zasług dla bezpieczeństwa w górnictwie w zakresie działań mających na celu poprawę stanu tego bezpieczeństwa, zwłaszcza w zakresie projektowania, wprowadzania i popularyzowania nowych rozwiązań technicznych oraz prac badawczych dotyczących tych rozwiązań;
a także innym osobom, szczególnie zasłużonym dla bezpieczeństwa w górnictwie lub umacniania współpracy międzynarodowej w tej dziedzinie.
Odznakę nadaje Prezes Wyższego Urzędu Górniczego z własnej inicjatywy albo na wniosek:
- ministra lub kierownika urzędu centralnego;
- terenowego organu administracji rządowej lub organu jednostki samorządu terytorialnego;
- ogólnokrajowego związku zawodowego;
- ogólnokrajowego zrzeszenia związków zawodowych lub ogólnokrajowej organizacji międzyzwiązkowej;
- ogólnokrajowej federacji lub konfederacji pracodawców;
- przedsiębiorcy, podmiotu zawodowo trudniącego się ratownictwem górniczym lub innej jednostki ratownictwa górniczego;
- jednostki naukowej, której statutową działalnością jest działalność na rzecz bezpieczeństwa w górnictwie;
- stowarzyszenia, fundacji lub innej organizacji pozarządowej, której statutowym zadaniem jest działalność na rzecz bezpieczeństwa w górnictwie.

Odznaka może być nadana tej samej osobie tylko raz.
Odznakę wręcza Prezes WUG lub osoba przez niego upoważniona.
Odznakę wręcza się uroczyście z okazji "Dnia Górnika" (4 grudnia). Wręczenie odznaki w innym terminie może nastąpić tylko w szczególnie uzasadnionych przypadkach.

## Insygnia
Odznakę stanowi okrągły, metalowy, srebrzony i patynowany medal o średnicy 38,4 mm, z uszkiem i kółkiem do zawieszenia. Na stronie licowej, okolonej wypukłym, majuskułowym napisem ZASŁUŻONY DLA BEZPIECZEŃSTWA W GÓRNICTWIE, widnieje pośrodku wypukły emblemat górniczy w kształcie skrzyżowanego perlika z młotkiem w otoku stylizowanego wieńca z wawrzynu, symbolizującego zasługę. Na stronie odwrotnej widnieje wypukły znak – logo Wyższego Urzędu Górniczego.
Odznaka jest zawieszona na wstążce z rypsu jedwabnego o szerokości 40 mm z pionowymi paskami w kolorach i szerokości, licząc od lewej krawędzi: zielonym 1,5 mm, czarnym 7 mm, zielonym 1,5 mm, białym 10 mm, czerwonym 10 mm, zielonym 1,5 mm, czarnym 7 mm oraz zielonym 1,5 mm.
Odznakę nosi się na lewej piersi, po orderach i odznaczeniach państwowych.